# سفارة تونس لدى أستراليا
سفارة تونس لدى أستراليا هي البعثة الدبلوماسية لجمهورية تونس لدى دولة أستراليا، وتقع بالعاصمة كانبرا.